# Cisleitania
Cisleitania (in tedesco: Cisleithanien o Zisleithanien) fu il nome informale della parte austriaca dell'Impero austro-ungarico dall'Ausgleich (1867) in poi. La denominazione ufficiale del territorio, fino al 1915, fu im Reichsrat vertretene Königreiche und Länder («Regni e paesi rappresentati al parlamento imperiale»).
Il nome è coniato sulla base della formazione latina Cisleithania, «al di qua del Leita», in riferimento al fiume che segnava a tratti il confine tra Austria e Ungheria e in contrapposizione alla Transleitania.

## Storia
Storicamente fino al 1919 rappresentò proprio le terre dell'Impero sotto controllo austriaco. Fu scenario di violente guerre tra austriaci e prussiani del 1866, dei moti indipendentistici italiani e della stessa guerra contro il Regno di Sardegna. Lungo il suo confine si combatterono le principali battaglie della prima guerra mondiale, fino al suo disfacimento nel 1918-1919, in seguito al crollo dell'Impero austro-ungarico.

## Denominazione e particolarità
La definizione di "Cisleitania", applicata all'insieme dei territori dell'Impero d'Austria, è in realtà alquanto enfatica ed approssimativa: ad esempio la Galizia a nord-est era considerata "austriaca". 
Inoltre, il modesto fiume Leita è lungo appena 180 km, mentre il confine tra Austria ed Ungheria era notevolmente più esteso; inoltre, tale corso d'acqua coincideva solo in alcuni brevissimi tratti con il confine effettivo tra le due monarchie asburgiche.. Tra questi tratti, e dalle sorgenti a Wiener Neustadt, il fiume Leita scorreva interamente in territorio austriaco; poco più a valle di Bruck an der Leitha, entrava invece completamente in territorio ungherese (comitato di Moson), per sfociare infine nel Danubio.
L'approssimazione di questa denominazione risulta ancor più evidente laddove si tiene conto che i territori della Slesia austriaca, della Galizia e Lodomeria e della Bucovina - tutti appartenenti alla Corona austriaca - erano situati molto ad oriente del fiume Leita e che questi territori erano divisi dall'Ungheria dal ben più lungo confine naturale dei Carpazi.
Analogamente, il Regno d'Ungheria, con la città di Fiume ed il semiautonomo Regno di Croazia e Slavonia, che appartenevano parimenti alla Corona ungherese di Santo Stefano, veniva chiamato "Transleitania".

### Territori della Cisleitania
Facevano parte della cosiddetta Cisleitania:
- il regno di Boemia
- il regno di Dalmazia
- il regno di Galizia e Lodomiria
- l'arciducato dell'Austria Superiore
- l'arciducato dell'Austria Inferiore
- il ducato di Bucovina
- il ducato di Carinzia
- il ducato di Carniola
- il ducato di Salisburgo
- il ducato dell'Alta Slesia e della Bassa Slesia
- il ducato di Stiria
- il margraviato di Moravia
- il principato del Tirolo (incluso il Vorarlberg)
- il Litorale Austriaco (formato dalla Contea di Gorizia e Gradisca, dalla città di Trieste - capoluogo e città controllata direttamente dall'impero - e dal margraviato d'Istria).

### Etnie della Cisleitania
- tedeschi
- boemi
- croati
- italiani
- friulani
- polacchi
- ruteni
- bosniaci
- sloveni

### Esplicative
1. ↑  Per la precisione, il fiume Leita fungeva da linea di confine in quattro tratti: (1) presso Wiener Neustadt; (2) presso Neufeld an der Leitha; (3) tra Wimpassing an der Leitha e Leithaprodersdorf; (4) tra Wilfleinsdorf e Gättendorf. Tale antico confine corrisponde perfettamente con quello attuale tra Austria Inferiore e Burgenland.

### Bibliografiche
1. ↑  Cfr. il lemma "Cisleitania" sulla Nuova enciclopedia universale Rizzoli-Larousse. vol. V, p. 195.
2. ↑   Cisleitania, in Treccani.it – Enciclopedie on line, Roma, Istituto dell'Enciclopedia Italiana.
3. ↑   Cisleitania, in Enciclopedia Italiana, Roma, Istituto dell'Enciclopedia Italiana, 1931. URL consultato il 21 maggio 2019.